# William Egbert

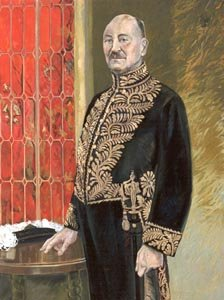
William Egbert

William Egbert (* 25. Februar 1857 im Welland County, Ontario; † 15. Oktober 1936 in Calgary, Alberta) war ein kanadischer Politiker und Mediziner. Von 1925 bis 1931 war er Vizegouverneur der Provinz Alberta.

## Biografie
Egbert besuchte, nachdem er an der High School abgeschlossen hatte, die University of Toronto und verließ diese 1889. Später schloss er sein Studium an der Victoria University ab und promovierte später zum Doktor der Medizin. Ferner besuchte er nach seinem Studium noch Universitäten in London und New York. Noch während seines Studiums heiratete er am 27. November 1884 Eva C. Millar. Er hatte mit ihr zwei Kinder, sein Sohn wurde später Richter am höchsten Gerichtshof von Alberta.
Für kurze Zeit verdiente Egbert sein Geld als Lehrer in Dunville. Dort schaffte er es, Rektor zu werden. Daraufhin schloss er in Toronto sein Studium ab, arbeitete als Arzt in Milverton und eröffnete schließlich 1904 in Calgary eine Praxis. Egbert, ein Mitglied der Alberta Liberal Party und Freimaurer, kandidierte 1909 für einen Sitz in der Legislativversammlung von Alberta, unterlag aber im Wahlkreis Calgary.
Noch im selben Jahr wurde Egbert in den Stadtrat von Calgary gewählt. 1911 stellte er sich erfolglos als Bürgermeister zur Wahl. Von 1917 bis 1925 war er Vorsitzender der  Alberta Provincial Federal Association und 1918 ein Jahr lang Präsident der städtischen Handelskammer. Auf Wunsch von Premierminister William Lyon Mackenzie King wurde Egbert am 29. Oktober 1925 zum Vizegouverneur der Provinz Alberta ernannt, die Ernennung nahm Generalgouverneur Julian Byng vor. Bis zur Wahl seines Nachfolgers am 5. März 1931 bekleidete Egbert dieses Amt. 
Egbert verstarb am 15. Oktober 1936 in Calgary und wurde dort auf dem Union-Friedhof beerdigt.